# Getris
Getris (Diervilla lonicera) är en tvåhjärtbladig växtart som beskrevs av P. Mill. Enligt Catalogue of Life ingår Getris i släktet getris (släktet) och familjen Diervillaceae, men enligt Dyntaxa är tillhörigheten istället släktet getris (släktet) och familjen kaprifolväxter. Arten förekommer tillfälligt i Sverige, men reproducerar sig inte. Inga underarter finns listade i Catalogue of Life.

## Bildgalleri

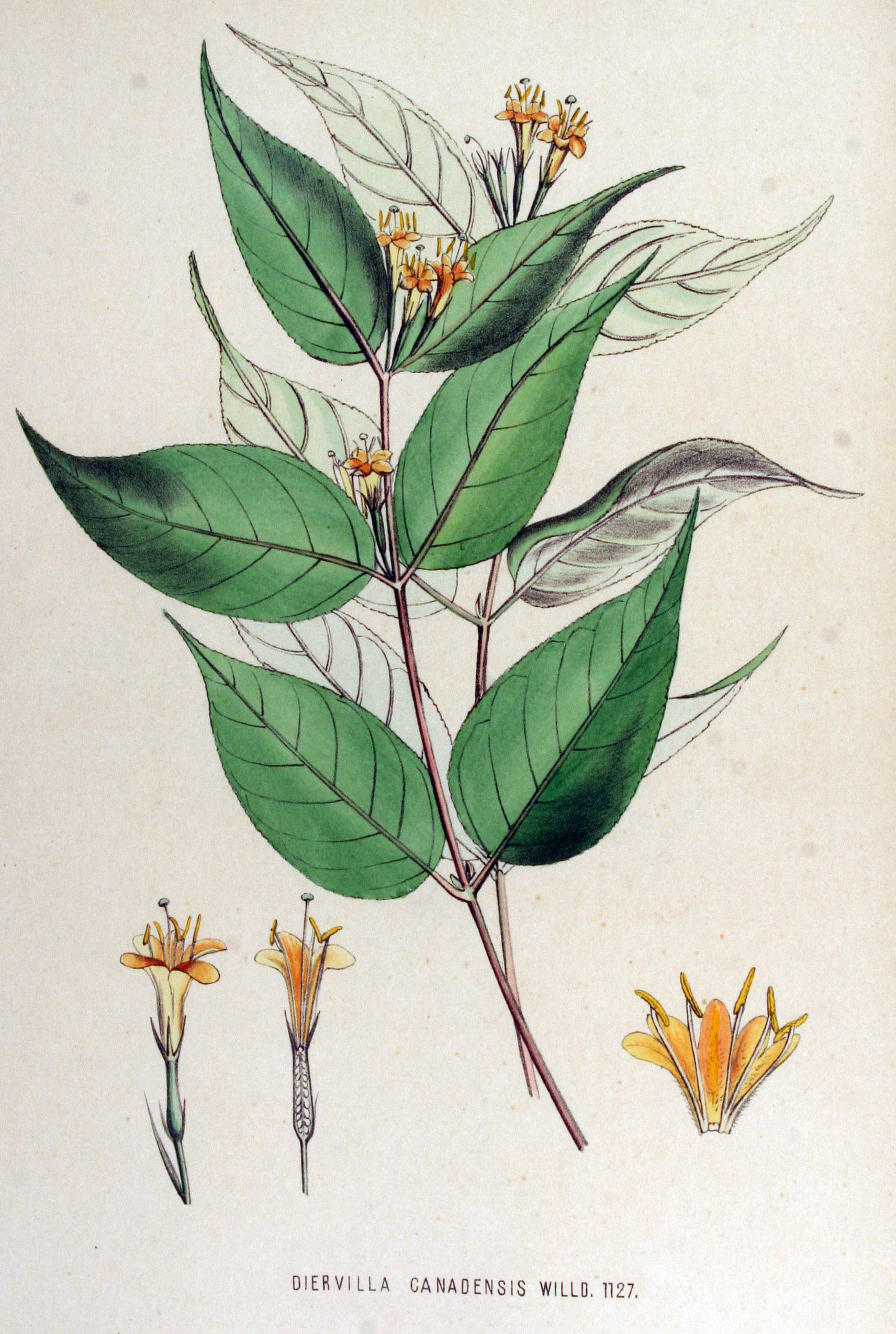
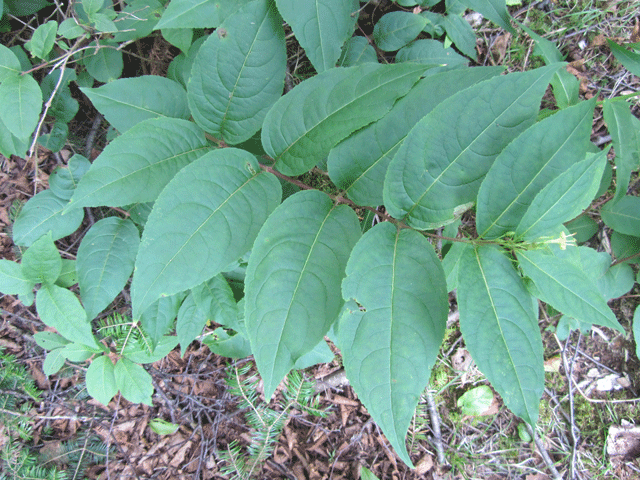
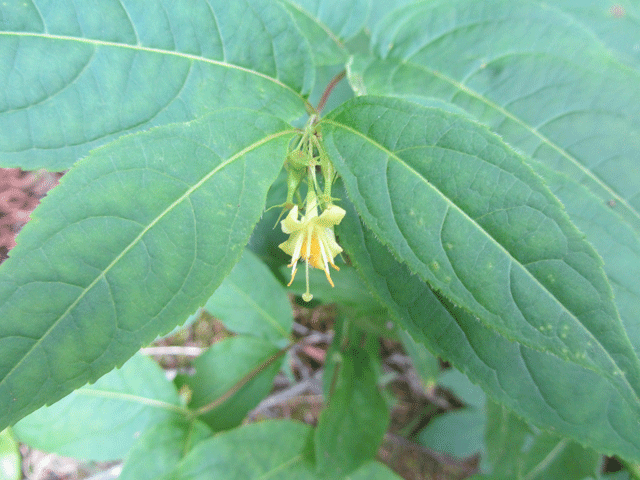